# Kotasaari (ö i Päijänne-Tavastland, Lahtis, lat 60,95, long 25,93)
Kotasaari är en ö i Finland. Den ligger i sjön Iso-Kukkanen och i kommunen Lahtis i den ekonomiska regionen  Lahtis ekonomiska region  och landskapet Päijänne-Tavastland, i den södra delen av landet, 100 km nordost om huvudstaden Helsingfors. Öns area är 0,2 hektar och dess största längd är 70 meter i sydväst-nordöstlig riktning.